# Коньерс, Джон (умер в 1469)
Джон Коньерс (англ. John Conyers; погиб 26 июля 1469 года при Эджкот-Мур, Нортгемптоншир, Королевство Англия) — английский рыцарь, старший сын сэра Джона Коньерса и Марджори Дарси. Был наследником обширных владений в Йоркшире. В Войнах Алой и Белой розы его семья поддерживала Невиллов, которые долго были на стороне Йорков, но в 1469 году перешли в лагерь Ланкастеров. Джон примкнул к Робину из Ридсдейла, поднявшему восстание в Йоркшире, и погиб в битве при Эджкот-Мур. Существует гипотеза, что именно он присвоил имя Робин из Ридсдейла, чтобы действовать в интересах Ланкастеров.
До 1463 года Коньерс женился на Элис Невилл, дочери Уильяма Невилла, 1-го графа Кента, и Джоан Фоконберг, 6-й баронессы Фоконберг в своём праве. В этом браке родились:
- Марджори (умерла в 1524), жена сэра Уильяма Балмера[3];
- Джон (умер в 1472)[3];
- Анна, жена Ричарда Ламли, 3-го барона Ламли;
- Уильям (1468—1524), 1-й барон Коньерс[4][5].